# Émetteur du Mans-Mayet
Pour les articles homonymes, voir Mayet.
L’émetteur du Mans-Mayet est une installation pour la transmission de la télévision et la transmission de la radio FM près du Mans en France. Il utilise un mât à haubans haut de 342 mètres. Ce mât, qui a été construit en 1993, est l’une des constructions les plus hautes de la France, plus haute que la Tour Eiffel (l’ancien mât, construit pour l'arrivée de la télévision au début des années 1960, était déjà lui-même haut de 300 mètres. Le pied de ce mat a été conservé et est exposé dans une boîte à reflets visible sur la place du village de Mayet, devant l'office de Tourisme).

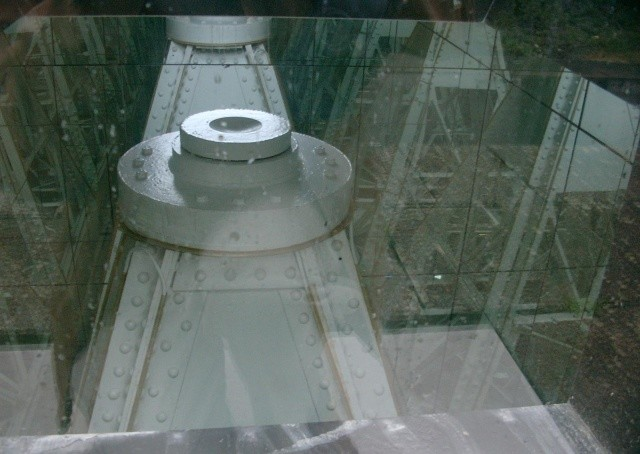
Base de l'ancien pylône de l'émetteur

## Télévision

### Analogique
Le début des émissions a commencé avec la télévision analogique terrestre en 1959 avec la Première chaîne en noir et blanc VHF 819 lignes de la Radiodiffusion-télévision française sur le canal 12 en polarisation verticale, puis en 1968 avec la Deuxième Chaîne, en UHF 625 lignes couleur SÉCAM sur le canal 27 en polarisation horizontale.
Cette double polarisation a donné lieu à la fabrication d'antennes spéciales pour cet émetteur.
La 3e chaîne arrive en 1975 sur le canal 21 en polarisation horizontale.
À la suite du plan de duplication du réseau TF1 pour permettre à cette chaîne d'émettre en couleurs, Mayet est équipé en 1979 d'un canal 24 (polarisation horizontale).
Du 4 décembre 1964 jusqu’à la fin des années 1980, l’émetteur de Mayet diffusait son édition propre Télé Maine-Anjou-Touraine-Perche (plus tard Le Mans Soir) des actualités régionales ORTF puis FR3 des Pays de la Loire, en parallèle à celles émises de Nantes pour la Loire-Atlantique, la Vendée et l’Ouest du Maine-et-Loire (Télé-Loire-Océan). Cette particularité de deux éditions pour une même région ne se retrouvait qu’en Rhône-Alpes (Lyon et Grenoble) et en Provence-Alpes-Côte d'Azur (Marseille et Nice). Lors de sa création, le journal du Mans était réalisé depuis Mayet avec des moyens assez réduits. Paradoxalement par rapport à la très vaste zone de diffusion de l’émetteur, puisqu'il couvre tout ou partie des départements de la Sarthe, la Mayenne, le Maine-et-Loire, l'Orne, l'Indre-et-Loire, le Loir-et-Cher et l'Eure-et-Loir.
Démarrage de Canal+, le 4 novembre 1984, tout au début de la chaîne sur le canal 5 en VHF. avec une infrastructure des canaux de la bande VHF remaniée pour l'adapter au 625 lignes, mais toujours en polarisation verticale.
Dans la concession de la première Cinq signée le 20 novembre 1985 et l'autorisation de la Cinq d'Hersant Berlusconi, du 27 février 1987, il était prévu que cette chaîne arrive sur cet émetteur sur le canal 32 avant mars 1990 pour une puissance de 150 kW.
Quant à TV6, il n’était pas prévu de diffusion sur cet émetteur dans le réseau "multiville" découlant de la concession du 21 février 1986, de même avec l'autorisation de M6 le 27 février 1987 de la CNCL.
Or, sans appel à candidature pour M6, la CNCL autorise La Cinq et M6 le 31 juillet 1987 à émettre sur les canaux respectifs 32 et 35 avec une puissance de 150 kW sous réserve de changement de fréquence sur les émetteurs environnants notamment sur l'émetteur de la Foresterie au Mans.
Au 30 novembre 1987, ces changements sont faits et la Cinq et M6 commencent à émettre sur le réémetteur de la Foresterie sur les canaux 46 et 65 arrosant l'agglomération mancelle avec une puissance de 300 W.
La Cinq commence également le 30 novembre sa diffusion sur l' émetteur de Mayet. 
Il faudra attendre le 31 mars 1988 pour que M6 arrose toute la Sarthe et des départements limitrophes.
Depuis la création des éditions locales de France 3, Mayet diffuse une édition Maine, centrée sur la Sarthe, au sein des émissions régionales des Pays de la Loire.
Lors des 24 heures autos en 1989, une diffusion de l'épreuve sur la région du Mans a eu lieu à partir de l'émetteur de La Foresterie à Rouillon sur le canal 38. Ce canal aurait pu servir pour un 7ème réseau de télévision qui était envisagé pour la diffusion d'une chaîne entièrement musicale pour pallier la disparition de TV6.
Le 18 mai 2010, les 6 chaînes analogiques cessent d'émettre dans la région.
| Numéro | Chaîne          | Canal | Puissance (PAR) |
| ------ | --------------- | ----- | --------------- |
| 1      | TF1             | 24H   | 320 kW          |
| 2      | France 2        | 27H   | 320 kW          |
| 3      | France 3 Maine  | 21H   | 320 kW          |
| 4      | Canal+          | 5V    | 200 kW          |
| 5      | France 5 / Arte | 32H   | 150 kW          |
| 6      | M6              | 35H   | 150 kW          |

Source : "Liste des anciens émetteurs de télévision" (fichier PDF).

### Numérique

#### Situation jusqu'au 5 avril 2016
La télévision numérique terrestre, passant l'offre télévisuelle de 6 à 14 chaînes a officiellement débuté le 14 octobre 2005, lors de la mise en route des émetteurs de la phase 2 d'allumage de la TNT soit 6 mois après le lancement de la phase 1, comme l'allumage de la Tour Eiffel.
Le 13 septembre 2007 débute la diffusion de Canal 8 sur le multiplex R1, qui par ailleurs change de nom deux jours plus tard pour devenir LMtv Sarthe. L'acheminement des images s'effectue depuis les locaux et studios situés 25, Rue Pasteur au Mans, et sont envoyés par faisceau hertzien en direction de la Tour Émeraude et enfin orientés vers Mayet.
Le 30 octobre 2008, lancement de 4 chaînes en haute définition : 3 sur le nouveau multiplex R5 (TF1 HD, France 2 HD et M6 HD) et Arte HD dans le multiplex R4.
Dans la nuit du 17 au 18 mai 2010 à minuit, toutes les chaînes historiques de 1 à 6 diffusées en mode analogique ont définitivement cessé leur diffusion en VHF pour Canal+ et en UHF pour les autres, sur l'ensemble de la région Pays de la Loire. Depuis ne reste que la diffusion numérique de la TNT avec les 18 chaînes gratuites, une chaîne locale et d'autres chaînes payantes. Le 8 juin 2010, les multiplex R1 et R6 ont subi des modifications techniques : Arte quitte le R1 pour aller sur le R6, et France Ô sur le R1 qui a émis pour la première fois le 13 juillet 2010 à 20 h 30, ce qui porte le nombre de chaînes gratuites de la TNT à 20. Le 28 juillet 2011 ont commencé les émissions de la nouvelle chaîne du bouquet payant CFoot sur le multiplex R3 qui sera consacrée au football et tout son univers. Elle cesse ses émissions le 31 mai 2012. Le 26 mars 2013, les deux nouveaux multiplex de télévision en haute définition R7 et R8 ont commencé leur diffusion, entraînant des changements de canaux, notamment pour le R2 et le R4.
| Multiplex | Canal |
| --------- | ----- |
| R1        | 26    |
| R2        | 34    |
| R3        | 22    |
| R4        | 59    |
| R5        | 37    |
| R6        | 36    |
| R7        | 35    |
| R8        | 46    |

Un réaménagement des fréquences a eu lieu le 5 avril 2016 lors du passage à la norme MPEG-4 et le passage de certaines chaînes en HD, abandonnant la norme MPEG-2. Cette modification marque la fin de la diffusion SD et des doublons des chaînes historiques TF1, France 2, M6 et Arte. À noter également le passage en clair de la chaîne LCI, et le lancement de la chaîne France Info le 1er septembre 2016.

#### Situation au 5 avril 2016
Les nouveaux canaux sont décrits ci-dessous :
| Multiplex | Chaînes                                                              | Canal | Puissance (PAR) | Diffuseur |
| --------- | -------------------------------------------------------------------- | ----- | --------------- | --------- |
| R1        | France 2, France 3 Maine, France 4, France Ô et LMtv Sarthe          | 26H   | 79 kW           | Towercast |
| R2        | D8, BFM TV, I-Télé, D17 et Gulli                                     | 34H   | 79 kW           | TDF       |
| R3        | Canal+, LCI, Paris Première, Canal+ Sport, Canal+ Cinéma et Planète+ | 22H   | 79 kW           | TDF       |
| R4        | France 5, M6, W9, Arte et 6ter                                       | 59H   | 66 kW           | Towercast |
| R6        | TF1, TMC, NT1, NRJ 12 et LCP                                         | 36H   | 79 kW           | TDF       |
| R7        | HD1, L'Équipe 21, Numéro 23, RMC Découverte, Chérie 25               | 35H   | 32 kW           | Towercast |

Source : tvnt.net
À la suite du reversement des fréquences supérieures à 700 MHz aux télécoms (Plan B700), les fréquences ont été réaménagées le 29 janvier 2019.

#### Situation jusqu'au 5 juin 2025
| Multiplex | Chaînes                                                                 | Canal | Puissance (PAR) | Diffuseur |
| --------- | ----------------------------------------------------------------------- | ----- | --------------- | --------- |
| R1        | France 2, France 3 Maine, France 4, France Info et LMtv Sarthe          | 26H   | 79 kW           | TDF       |
| R2        | C8, BFM TV, CNews, CStar et Gulli                                       | 27H   | 79 kW           | TowerCast |
| R3        | Canal+, LCI, Paris Première, Canal+ Sport, Canal+ Cinéma(s) et Planète+ | 22H   | 79 kW           | TDF       |
| R4        | France 5, M6, W9, Arte et 6ter                                          | 46H   | 58 kW           | TowerCast |
| R6        | TF1, TMC, TFX, NRJ 12 et LCP                                            | 36H   | 79 kW           | TowerCast |
| R7        | TF1 Séries Films, L'Équipe, RMC Story, RMC Découverte, Chérie 25        | 35H   | 32 kW           | TowerCast |

Source : tvnt.net

#### Situation depuis le 6 juin 2025
| Multiplex | Chaînes                                                                    | Canal | Puissance (PAR) | Diffuseur |
| --------- | -------------------------------------------------------------------------- | ----- | --------------- | --------- |
| R1        | France 2, France 3 Maine, France 4, France Info LMtv Sarthe                | 26H   | 79 kW           | TDF       |
| R2        | Gulli, BFM TV, CNews, CStar, T18, Novo 19 (à partir du 1er septembre)      | 27H   | 79 kW           | TowerCast |
| R4        | France 5, M6, Arte, W9, 6ter, Paris Première                               | 46H   | 58 kW           | TowerCast |
| R6        | TF1, LCP, TMC, TFX, LCI                                                    | 36H   | 79 kW           | TowerCast |
| R7        | TF1 Séries Films, La chaîne L'Équipe, RMC Story, RMC Découverte, Chérie 25 | 35H   | 79 kW           | TowerCast |

Sources : arcom.fr, tvnt.net

## Radio FM
La radio FM est diffusée sur ce site depuis 1967, on y trouve les radios du service public de Radio France comme France Inter, France Musique et France Culture, mais aussi depuis 1987 France Info.
La seule radio privée a quitté ce site en 2010, il s'agissait d'Europe 1 en raison des coûts de diffusion trop élevés et d'une couverture médiocre du centre-ville du Mans.
| Fréquence | Station        | Puissance | RDS (PS) |
| --------- | -------------- | --------- | -------- |
| 89.0      | France Culture | 126 kW    | _CULTURE |
| 92.6      | France Inter   | 126 kW    | __INTER_ |
| 96.0      | Ici Maine      | 126 kW    | ICIMAINE |
| 97.0      | France Musique | 126 kW    | MUSIQUE_ |
| 105.5     | France Info    | 10 kW     | __INFO__ |

## Téléphonie mobile
| Opérateur        | 2G  | 3G  | 4G  | 5G  | FH  |
| ---------------- | --- | --- | --- | --- | --- |
| SFR              | Oui | Oui | Oui | Oui | Oui |
| Free             | Non | Oui | Oui | Oui | Oui |
| Bouygues Telecom | Oui | Oui | Oui | Oui | Oui |
| Orange           | Oui | Oui | Oui | Non | Oui |

Source : Situation géographique du site sur cartoradio.fr (consulté le 7 avril 2017).

## Autres réseaux
- L'opérateur WiMAX IFW transporte, via la tour hertzienne, une BLR de 3 GHz.
- TDF communique par faisceau hertzien.

Source : Situation géographique du site sur cartoradio.fr (consulté le 7 avril 2017).